# Приди Фаномјонг
Приди Фаномјонг (тај. ปรีดี พนมยงค์; 11. мај 1900. — 2. мај 1983) био је тајландски политичар и професор. Био је тајландски регент, премијер и виши државник Тајланда; био је и на више министарских места. Био је вођа цивилног крила Кхана Ратсадон, оснивач Универзитета за моралне и политичке науке и Банке Тајланда.